# Takuya Iwanami
Takuya Iwanami (jap. 岩波 拓也, Iwanami Takuya; * 18. Juni 1994 in Kobe) ist ein japanischer Fußballspieler.

## Karriere

### Verein
Iwanami spielte seit 2007 für den Vissel Kōbe und gehörte seit 2012 zum Profikader. 2018 folgte dann der Wechsel zu Urawa Red Diamonds.
2022 gewann er mit den Urawa Red Diamonds den japanischen Supercup. Das Spiel gegen den Meister von 2021, Kawasaki Frontale, gewann man durch zwei Tore von Ataru Esaka mit 2:0. Am 4. November 2023 stand er mit den Urawa Reds im Finale des Ligapokals. Hier verlor man gegen den Erstligisten Avispa Fukuoka mit 2:1. Nach 146 Ligaspielen wechselte er im Januar 2024 zu seinem ehemaligen Verein Vissel Kōbe. Am Ende der Saison 2024 feierte er mit Vissel die japanische Meisterschaft.

### Nationalmannschaft
Mit der japanischen Nationalmannschaft qualifizierte er sich für die Olympischen Sommerspiele 2016.

## Erfolge

### Verein
Urawa Red Diamonds
- Japanischer Pokalsieger: 2018, 2021
- Japanischer Supercup-Sieger: 2022
- Japanischer Ligapokalfinalist: 2023

Vissel Kōbe
- Japanischer Meister: 2024

### Nationalmannschaft
Japan U-23
- U-23-Fußball-Asienmeisterschaft: 2016